# Helicobia tulcana
Helicobia tulcana är en tvåvingeart som beskrevs av Tibana 1988. Helicobia tulcana ingår i släktet Helicobia och familjen köttflugor.
Artens utbredningsområde är Ecuador. Inga underarter finns listade i Catalogue of Life.